# Hydriomena furinae
Hydriomena furinae là một loài bướm đêm trong họ Geometridae.